# Кёлер, Иоганн-Давид
Иоганн-Давид Кёлер (нем. Johann David Köhler, 18 января 1684, Кольдиц — 10 марта 1755, Гёттинген) — немецкий историк и нумизмат.

## Биография
Родился в семье диакона из Кольдица, Иоганна Кёлера. После того, как в 1695 году оба родителя умерли, жил у своей тёти. С 1697 года учился в княжеской школе в Майсене, а с 1703 года — в университете Виттенберга. В 1704 году получил степень магистра.
В 1706 году, когда во время Северной войны шведские войска вступили на территорию Саксонии, Кёллер покинул Виттенберг, решив уехать в Страсбург. В пути он остановился в Альтдорфе, где решил остаться. В 1707 году начал читать лекции в Альтдорфском университете.
После заключения Альтранштедтского мира Саксония вышла из войны. Кёллер, первоначально планировавший вернуться домой, принял предложение о работе при шведской дипломатической миссии, при которой состоял с 1708 по 1710 год. В 1710 году вернулся в Альтдорфский университет, где занял должность профессора логики и политики.
В 1726 году принят в Прусскую академию наук.
В 1729 году начал издание еженедельника «Historische Münzbelustigung», издававшегося до 1750 года. Номера еженедельника имели объём, как правило, в 8 листов. Иногда выход очередных номеров задерживался на срок от двух до нескольких недель, в этих случаях «задержанные» номера имели больший объём. Еженедельник пользовался большой популярностью и послужил образцом для последующих аналогичных изданий.
В 1734 году получил предложение о работе во вновь образованном Гёттингенском университете и в следующем, 1735 году, переехал в Гёттинген.

## Избранная библиография
- Disquisitio de inclyto libro poetico Theuerdanck, Daniel Meyer, Altdorf 1714. (Онлайн-библиотека Digitalen Bibliothek Mecklenburg-Vorpommern)
- Historia genealogica dominorum et comitum de Wolffstein, Frankfurt 1726.
- Bequemer Schul- und Reisen-Atlas aller zu Erlernung der alten, mittlern und neuen Geographie dienlichen Universal- und Particular-Charten, Adelbulner, Nürnberg 1719 (Онлайн-библиотека Digitalna knjižnica i čitaonica).
- Anleitung zu der verbesserten neuen Geographie, vornemlich zum Gebrauch der Weigelschen Landcharten, Christoph Weigel, Nürnberg 1724.
- Historische Münzbelustigung,( название ряда томов отличалось, например первый - Im Jahr 1729 wöchentlich herausgegebener historischer Münz-Belustigung Erster Theil), Christoph Weigel, Nürnberg 1729-1750.  (Онлайн-библиотека Universität Wien).
- Kurze und gründliche Anleitung zu der alten und mittleren Geographie, Christoph Weigel, Nürnberg 1730.